# Amorosa presenza
Amorosa presenza ist eine italienische Oper in zwei Akten von Nicola Piovani (Musik) mit einem Libretto von Aisha Cerami nach dem Roman Amorosa presenza von Vincenzo Cerami.
Wie der Titel schon aussagt, geht es um die Liebe zwischen zwei jungen Menschen, Serena und Orazio. Sie trauen sich anfangs nicht, ihre Liebe einzugestehen. Sie verkleiden sich jeweils ins andere Geschlecht. Nach vielen Missverständnissen siegt aber doch die Liebe und sie werden ein Paar. Die tonale Musik ist hochromantisch mit Zitaten, die an Puccini, Rossini, Gershwin, Weill und Tosti erinnern.

## Uraufführung
Die Oper wurde am 21. Januar 2022 am Teatro Giuseppe Verdi in Triest uraufgeführt. Inszeniert von Chiara Muti, der Tochter von Riccardo Muti, mit dem Komponisten als Dirigent und als Chordirektor
Paolo Longo. In den Hauptrollen sangen Maria Rita Combattelli als Serena (Sopran) und Motoharu Takei als Orazio (Tenor).